# Cyprideis beaconensis
Cyprideis beaconensis är en kräftdjursart som först beskrevs av LeRoy 1943.  Cyprideis beaconensis ingår i släktet Cyprideis och familjen Cytherideidae. Inga underarter finns listade i Catalogue of Life.